# Ugo Sivocci
Ugo Sivocci (ur. 29 sierpnia 1885 roku w Salerno, zm. 8 września 1923 roku w Monzy) – włoski kierowca wyścigowy i motocyklista wyścigowy.

## Kariera
Sivocci rozpoczął sportową karierę w wyścigach motocyklowych. Po I wojnie światowej rozpoczął pracę w fabryce samochodowej w Mediolanie, gdzie zaprzyjaźnił się z Enzo Ferrarim. Wraz z Ferrarim oraz Antonio Ascarim w 1920 roku  został włączony do składu zespołu Alfa Corse - oficjalnego zespołu Alfa Romeo. W samochodzie Alfa Romeo 20/30 HP stanął na drugim stopniu podium wyścigu Parma - Poggio Berceto w sezonie 1921. W tym samym roku był czwarty w wyścigu na torze Mugello Circuit. W latach 1922-1923 Włoch wygrał kilka lokalnych wyścigów. W wyścigach Grand Prix startował głównie we Włoszech, gdzie odniósł zwycięstwo w Targa Florio w 1923 roku.

## Śmierć
Sivocci zginął w wypadku podczas testów nowego prototypu Alfa Romeo P1 na torze Autodromo Nazionale di Monza.